# Riqueza inclusiva
La riqueza inclusiva es el valor agregado de todos los activos de capital en una región determinada, incluidos el capital humano, el capital social, el capital público y el capital natural . Maximizar la riqueza inclusiva suele ser un objetivo del desarrollo sostenible . El Índice de Riqueza Inclusiva (IRI), propuesto por el Programa de las Naciones Unidas para el Medio Ambiente, es una métrica para la riqueza inclusiva dentro de los países: a diferencia del producto interno bruto (PIB), el Índice de Riqueza Inclusiva "proporciona una herramienta para que los países midan si se están desarrollando de una manera que permita a las generaciones futuras satisfacer sus propias necesidades".
El Programa de las Naciones Unidas para el Medio Ambiente (PNUMA) ha publicado varios informes en 2012, 2014 y 2018 sobre riqueza inclusiva. El "Informe sobre la riqueza inclusiva" de 2018 encontró que, de 140 países analizados, la riqueza inclusiva aumentó un 44 % entre 1990 y 2014, lo que implica una tasa de crecimiento anual promedio del 1,8 %. Sobre una base per cápita, 89 de 140 países habrían aumentado la riqueza inclusiva per cápita. 96 de 140 países habían aumentado la riqueza inclusiva per cápita cuando se ajustó. Aproximadamente el 40% de los países analizados decrecieron o se quedaron estancados en términos de IRI, incluso cuando habiendo crecido en su PIB, lo cual es un indicativo de pérdida de sostenibilidad. Muchos países mostraron una disminución del capital natural durante este período, lo que impulsó un aumento del capital humano.

## Índice de riqueza inclusiva
El Índice de Riqueza Inclusiva (IRI) fue desarrollado por el PNUMA en asociación con la Universidad de Kyushu. El cálculo del Índice se basa en la estimación de inventarios de capital humano, natural y producido (manufacturado) que constituyen la base productiva de una economía. Los Informes Bienales sobre la Riqueza Inclusiva (IWR, por sus siglas en inglés) realizan un seguimiento del progreso de la sostenibilidad en todo el mundo para 140 países. El IRI es la métrica para medir el bienestar intergeneracional. La implementación del IRI ha sido llevada a cabo por muchos países individuales con el apoyo del PNUMA y de un panel científico encabezado por Sir Partha Dasgupta de la Universidad de Cambridge .
La riqueza inclusiva es complementaria al producto interno bruto (PIB). En un modelo de 'existencias y flujos', los activos de capital son existencias y los bienes y servicios proporcionados por los activos son flujos (PIB). Un árbol es un tronco; su fruto es un flujo, mientras que sus hojas brindan un flujo continuo de servicios al extraer dióxido de carbono de la atmósfera para almacenarlo como carbono. El IRI es un indicador multipropósito capaz de medir las existencias tradicionales de riqueza junto con conjuntos de habilidades, atención médica y activos ambientales que subyacen al progreso humano. La gestión eficaz de este capital respalda el objetivo final de una economía: el bienestar social.